# Jagdstaffel 79
A Jagdstaffel 79, conhecida também por Jasta 79, foi um esquadra de aeronaves da Luftstreitkräfte, o braço aéreo das forças armadas alemãs durante a Primeira Guerra Mundial. No total, a esquadra abateu 28 aeronaves inimigas.

## Aeronaves
- Pfalz D.III
- Fokker D.VII
- Pfalz D.XII